# 머피의 전쟁
머피의 전쟁(Murphy's War)은 미국에서 제작된 피터 예이츠 감독의 1971년 전쟁, 드라마, 액션 영화이다. 피터 오툴 등이 주연으로 출연하였고 마이클 딜리 등이 제작에 참여하였다.

## 출연

### 주연
- 피터 오툴
- 시안 필립스
- 필립 느와레

### 조연
- 홀스트 잰슨
- 존 할람
- 해리 필더
- 조지 로비섹

## 제작진
- 원작자: Max Catto
- 미술: Disley Jones